# IO Interactive
IO Interactive A/S es un estudio de videojuegos danés ex filial de Eidos Interactive y Square Enix (antiguamente squaresoft). Actualmente trabajan independientemente en el desarrollo de software y videojuegos. Han desarrollado los 8 juegos de la aclamada saga Hitman para múltiples consolas y PC.
También son los responsables del polémico juego Freedom Fighters y su penúltimo videojuego Kane & Lynch: Dead Men con una ambientación al más puro estilo del cine negro.

## Videojuegos
| Año  | Título                    | Plataforma/s                                                                                     |
| ---- | ------------------------- | ------------------------------------------------------------------------------------------------ |
| 2000 | Hitman: Codename 47       | Microsoft Windows                                                                                |
| 2002 | Hitman 2: Silent Assassin | PlayStation 2, PlayStation 3, Xbox, Xbox 360, Nintendo GameCube, Microsoft Windows               |
| 2003 | Freedom Fighters          | PlayStation 2, Xbox, Nintendo GameCube, Microsoft Windows                                        |
| 2004 | Hitman: Contracts         | PlayStation 2, PlayStation 3, Xbox, Xbox 360, Microsoft Windows                                  |
| 2006 | Hitman: Blood Money       | PlayStation 2, PlayStation 3, Xbox, Xbox 360, Microsoft Windows                                  |
| 2007 | Kane & Lynch: Dead Men    | PlayStation 3, Xbox 360, Microsoft Windows                                                       |
| 2009 | Mini Ninjas               | PlayStation 3, Xbox 360, Wii, Microsoft Windows                                                  |
| 2010 | Kane & Lynch 2: Dog Days  | PlayStation 3, Xbox 360, Microsoft Windows                                                       |
| 2012 | Hitman: Absolution        | PlayStation 3, Xbox 360, Microsoft Windows                                                       |
| 2016 | Hitman                    | PlayStation 4, Xbox One, Microsoft Windows                                                       |
| 2018 | Hitman 2                  | PlayStation 4, Xbox One, Microsoft Windows                                                       |
| 2021 | Hitman 3                  | Xbox Series X/S,Xbox One, Microsoft Windows, Nintendo Switch, Playstation 4, PS5, Google Stadia. |